# Даддарио, Александра
Алекса́ндра А́нна Дадда́рио (англ. Alexandra Anna Daddario; род. 16 марта 1986, Нью-Йорк, Нью-Йорк) — американская актриса. Получила известность после роли Аннабет Чейз в экранизации романов о Перси Джексоне. Среди других её работ такие фильмы, как «Техасская резня бензопилой 3D», «Разлом Сан-Андреас» и «Спасатели Малибу». В 2021 году она снялась в первом сезоне сериала HBO «Белый лотос», за который получила широкое признание критиков и номинацию на премию «Эмми».

## Ранние годы
Александра Даддарио родилась в Нью-Йорке, США, в семье юристов и является внучкой Эмилио Даддарио — американского политика-демократа. Она имеет английские, словацкие, венгерские, ирландские и итальянские корни. У неё есть сестра Кэтрин и брат Мэттью, также актёр. Даддарио решила стать актрисой в 11 лет. В 16 Александра перевелась из школы Бирли в Профессиональную детскую школу в Нью-Йорке для того, чтобы сосредоточиться на актёрской карьере. Также Александра училась в колледже Мэримаунт Манхеттен, и в течение долгого времени изучала актёрскую технику Мейснера.

## Карьера
Александра дебютировала на телевидении в 2002 году, в сериале «Все мои дети». Её первой крупной ролью стала Аннабет Чейз в фильме «Перси Джексон и похититель молний», основанном на книге Рика Риордана. В 2012 году Александра снялась в клипе на песню «Radioactive» популярной американской инди-группы Imagine Dragons, а также исполнила эпизодическую роль в телесериале «В Филадельфии всегда солнечно».
В 2013 году она снялась в одной из главных ролей в слэшере «Техасская резня бензопилой 3D». В том же году вышел фильм «Перси Джексон и Море чудовищ» при участии актрисы.
В 2014 году Александру можно было увидеть в первом сезоне сериала «Настоящий детектив». Много внимания тогда привлекли откровенные сцены при участии актрисы и персонажа Вуди Харрельсона. А также в фильме-катастрофе «Разлом Сан-Андреас», где Александра снялась вместе с Дуэйном Джонсоном и Карлой Гуджино. В 2015 году актриса сыграла в трех сериях 5 сезона «Американской истории ужасов» в роли Наташи Рамбовой, жены Рудольфа Валентино.
В 2016 году актриса сыграла второстепенную роль в мелодраме «Выбор» по роману Николаса Спаркса. А уже в следующем году можно было увидеть Александру в основном актёрском составе комедии «Спасатели Малибу», в которой ей досталась роль Саммер Куинн, и где её партнёрами по картине стали Дуэйн Джонсон и Зак Эфрон. В оригинальном сериале роль Саммер исполняла Николь Эггерт.
В 2018 году Даддарио снялась в клипе Maroon 5 на песню «Wait», а также в романтической комедии Netflix «Когда мы познакомились» и триллерах «Мы всегда жили в замке» с Таиссой Фармигой и «Игра Ганнибала» с Генри Кавиллом в главной роли.
В начале октября 2019 года в российский прокат вышла экранизация романа Софи Кинселлы «Ты умеешь хранить секреты?» c Александрой Даддарио и Тайлером Хэклином в главных ролях. В этом же году снялась в сериале Марка Черри «Почему женщины убивают» в роли Джейд.

## Фильмография
| Год       |    | Русское название                      | Оригинальное название                              | Роль                          |
| --------- | -- | ------------------------------------- | -------------------------------------------------- | ----------------------------- |
| 2002—2003 | с  | Все мои дети                          | All My Children                                    | Лори Льюис                    |
| 2004—2006 | с  | Закон и порядок                       | Law & Order                                        | Фелиция/Саманта Бересфорд     |
| 2005      | ф  | Кальмар и кит                         | The Squid and the Whale                            | девочка                       |
| 2005—2009 | с  | Закон и порядок: Преступное намерение | Law & Order: Criminal Intent                       | Лиза Уеллесли/Сьюзи Армстронг |
| 2006      | с  | Убеждение                             | Conviction                                         | Ванесса                       |
| 2006      | с  | Клан Сопрано                          | The Sopranos                                       | Сара                          |
| 2006      | ф  | Шаг                                   | Pitch                                              | Алекс                         |
| 2006      | ф  | Самый жаркий штат                     | The Hottest State                                  | Ким                           |
| 2007      | ф  | Няньки                                | The Babysitters                                    | Барбара Ейтс                  |
| 2008      | ф  | Чердак                                | The Attic                                          | Ава Штраусс                   |
| 2009      | с  | Схватка                               | Damages                                            | Лили Арсено                   |
| 2009      | с  | Жизнь на Марсе                        | Life on Mars                                       | Эмили Уайатт                  |
| 2009      | с  | Сестра Джеки                          | Nurse Jackie                                       | девушка                       |
| 2009—2011 | с  | Белый воротничок                      | White Collar                                       | Кейт Моро                     |
| 2010      | ф  | Перси Джексон и похититель молний     | Percy Jackson & the Olympians: The Lightning Thief | Аннабет Чейз                  |
| 2010      | ф  | Злоумышленник 2                       | Bereavement                                        | Эллисон Миллер                |
| 2010      | тф | Одд Джобс                             | Odd Jobs                                           | Кесси Стетнер                 |
| 2011      | ф  | Безбрачная неделя                     | Hall Pass                                          | Пэйдж                         |
| 2011—2012 | с  | Родители                              | Parenthood                                         | Рейчел                        |
| 2012      | с  | В Филадельфии всегда солнечно         | It's Always Sunny in Philadelphia                  | Руби Тафт                     |
| 2013      | ф  | Техасская резня бензопилой 3D         | The Texas Chainsaw Massacre 3D                     | Хизер Миллер                  |
| 2013      | ф  | Перси Джексон и Море чудовищ          | Percy Jackson: Sea of Monsters                     | Аннабет Чейз                  |
| 2014      | с  | Настоящий детектив                    | True Detective                                     | Лиза Траньетти                |
| 2014      | с  | Новенькая                             | New Girl                                           | Мишель                        |
| 2014      | ф  | Моя девушка — зомби                   | Burying The Ex                                     | Oливия                        |
| 2015      | с  | Последний человек на Земле            | The Last Man on Earth                              | Виктория                      |
| 2015      | ф  | Разлом Сан-Андреас                    | San Andreas                                        | Блейк Гейнс                   |
| 2016      | ф  | Выбор                                 | The Choice                                         | Моника                        |
| 2016      | ф  | Недостижимый стандартными средствам   | Unreachable By Conventional Means                  | Кейт                          |
| 2016      | с  | Американская история ужасов: Отель    | American Horror Story: Hotel                       | Наташа Рамбова                |
| 2016      | с  | Трудоголики                           | Workaholics                                        | Донна                         |
| 2017      | ф  | Спасатели Малибу                      | Baywatch                                           | Саммер Куинн                  |
| 2017      | ф  | Дом                                   | The House                                          | Корсика                       |
| 2017      | ф  | Стоянка                               | The Layover                                        | Кейт                          |
| 2018      | ф  | Когда мы познакомились                | When We First Met                                  | Эвери Мартин                  |
| 2018      | ф  | Мы всегда жили в замке                | We Have Always Lived in the Castle                 | Констанция Блэквуд            |
| 2018      | ф  | Игра Ганнибала                        | Nomis                                              | Рейчел                        |
| 2019      | с  | Почему женщины убивают                | Why Women Kill                                     | Джейд / Айрин Табачник        |
| 2019      | ф  | Ты умеешь хранить секреты?            | Can You Keep a Secret?                             | Эмма                          |
| 2019      | ф  | Мы призываем тьму                     | We Summon the Darkness                             | Алексис Батлер                |
| 2020      | мф | Супермен: Человек завтрашнего дня     | Superman: Man of Tomorrow                          | Лоис Лейн (озвучка)           |
| 2020      | ф  | Все оттенки Токио                     | Lost Girls & Love Hotels                           | Маргарет                      |
| 2020      | ф  | Одна ночь в Сан-Диего                 | 1 Night in San Diego                               | Келси                         |
| 2020      | ф  | Птица в клетке. Заражение             | Songbird                                           | Мэй                           |
| 2021      | ф  | Страсть, любовь и стволы              | Die in a Gunfight                                  | Мэри Рэткарт                  |
| 2021      | с  | Белый лотос                           | The White Lotus                                    | Рейчел Пэттон                 |
| 2023      | с  | Мэйфейрские ведьмы                    | Mayfair Witches                                    | доктор Роуан Мэйфейр          |
| 2026      | ф  | Херши                                 | Hershey                                            | Кэтрин «Китти» Херши          |

### Музыкальные видео
| Год  | Название             | Роль                        | Артист          |
| ---- | -------------------- | --------------------------- | --------------- |
| 2008 | «Love Is on Its Way» | девушка в Центральном Парке | Jonas Brothers  |
| 2012 | «Radioactive»        | бродяга                     | Imagine Dragons |
| 2018 | «Wait»               | бывшая девушка              | Maroon 5        |

## Номинации и награды
| Награды и номинации                             | Награды и номинации | Награды и номинации                                                           | Награды и номинации               | Награды и номинации |
| Награда                                         | Год                 | Категория                                                                     | Работа                            | Результат           |
| ----------------------------------------------- | ------------------- | ----------------------------------------------------------------------------- | --------------------------------- | ------------------- |
| Эмми                                            | 2022                | Лучшая актриса второго плана в мини-сериале, телефильме или сериале-антологии | Белый лотос                       | Номинация           |
| Gold Derby TV Award                             | 2022                | Лучшая актриса второго плана в мини-сериале или телефильме                    | Белый лотос                       | Номинация           |
| Golden Schmoes Awards                           | 2017                | Best T&A of the Year                                                          | Спасатели Малибу                  | Победа              |
| Golden Schmoes Awards                           | 2015                | Best T&A of the Year                                                          | Разлом Сан-Андреас                | Номинация           |
| Hollywood Critics Association Television Awards | 2022                | Лучшая актриса второго плана в мини-сериале, телефильме или сериале-антологии | Белый лотос                       | Номинация           |
| MTV Movie + TV Awards                           | 2013                | Best Scared-As-S**t Performance                                               | Техасская резня бензопилой 3D     | Номинация           |
| Teen Choice Awards                              | 2017                | Choice Movie Actress: Comedy                                                  | Спасатели Малибу                  | Номинация           |
| Teen Choice Awards                              | 2015                | Choice Movie Actress: Action                                                  | Разлом Сан-Андреас                | Номинация           |
| Teen Choice Awards                              | 2010                | Choice Movie: Breakout Female                                                 | Перси Джексон и Похититель молний | Номинация           |